# Ferdinand August von Spiegel

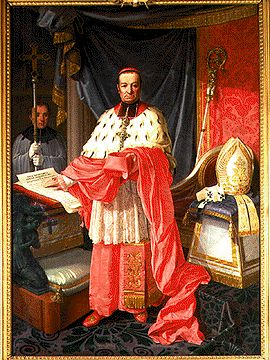
Ferdinand August von Spiegel im Legatenpurpur und Cappa magna

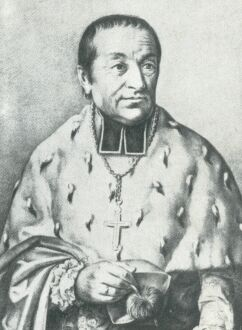
Erzbischof von Spiegel

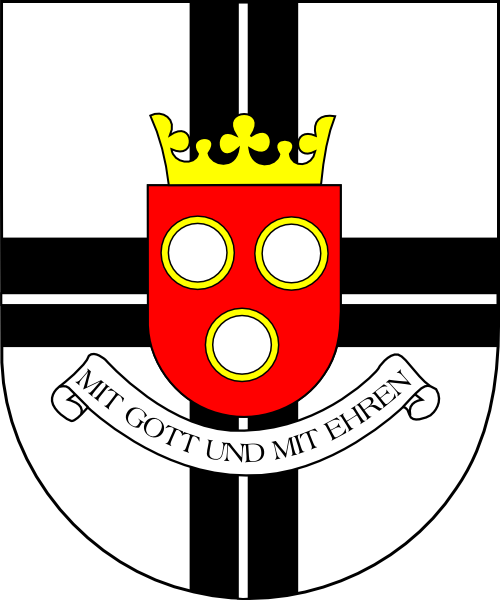
Wappen des Erzbischofs von Spiegel

Graf Ferdinand August von Spiegel zum Desenberg und Canstein (* 25. Dezember 1764 auf Schloss Canstein bei Marsberg in Westfalen; † 2. August 1835 in Köln) war von 1824 bis 1835 Erzbischof von Köln.

## Leben
Ferdinand August stammte aus dem altwestfälischen Adelsgeschlecht der Freiherren Spiegel zum Desenberg (Hochstift Paderborn). Er war das fünfte Kind seines Vaters Freiherr Theodor Hermann von Spiegel zum Desenberg (bei Warburg) und dessen zweiter Ehefrau Adolphine Franziska von Landsberg zu Erwitte. Er war ein Halbbruder von Franz Wilhelm von Spiegel, dem leitenden Minister des Kölner Kurstaates am Ende des 18. Jahrhunderts. Er verlebte eine weitgehend sorglose Jugend, bis 1777 seine Mutter und 1779 sein Vater kurz hintereinander verstarben.
Mit seinem ein Jahr älteren Bruder Max kam er daraufhin auf das fürstbischöfliche Adelskonvikt in Fulda, wo er bis 1783 eine theologische, philosophische und juristische Ausbildung erhielt. Von 1783 bis 1785 studierte er Rechtswissenschaften und Volkswirtschaftslehre in Münster. Hier war er im Mai 1783 Domherr geworden, woraufhin er die Tonsur und die niederen Weihen erhielt. Im Gedankengut der Aufklärung verwurzelt neigte Spiegel in keiner Weise dem geistlichen Stand zu, von dem er sich lediglich größere Karrierechancen erhoffte, ebenso wie sein Halbbruder Franz Wilhelm. 
Nachdem er sich 1788 vergeblich um das Landdrostenamt, den höchsten Verwaltungsposten im damaligen Herzogtum Westfalen, beworben hatte, konnte er in den folgenden Jahren weitere Domkanonikate in Osnabrück und Hildesheim erlangen. In seiner Münsteraner Zeit lebte er bei einem Onkel, der Domkapitular in Münster war. Nach dessen Tode am 17. November 1793 konnte er das von diesem bekleidete Amt eines Vizedominus erlangen, woraufhin er am 25. November 1793 die Weihe zum Subdiakon erhielt. 1790 begleitete er den Kölner Kurfürsten und Erzbischof Maximilian Franz von Österreich, der in Personalunion auch Bischof von Münster war, zur Kaiserkrönung Leopolds II. nach Frankfurt am Main. Stets bemüht um eine leitende Position, ernannte ihn der Erzbischof 1796 zum Geheimen Rat, zumal Spiegel bereits als Vizedominus enorme Talente in der Verwaltung bewiesen hatte.
Als im Sommer 1794 französische Truppen das Hochstift Münster bedrohten und die meisten Domherren die Stadt verlassen hatten, führte er die Geschäfte des Kapitels weiter. Am 25. Juli 1796 erhielt er von Weihbischof Kaspar Max Droste zu Vischering die Diakonatsweihe. In Würdigung seiner Verdienste wurde er am 29. Juli 1799 zum Domdekan gewählt. Doch scheiterte sein Versuch, dieses mit dem Amt des Generalvikars zu vereinigen, an Erzbischof Max Franz, der eine solche Machtkonzentration in einer Hand nicht wünschte. Die für das Domdekanat vorgeschriebene Priesterweihe empfing Spiegel, der lediglich einen allgemeinen „Gottglauben“ besaß und in der Kirche eine Anstalt zur Volkserziehung sah, am 6. Dezember 1799.
Als der Erzbischof 1801 verstarb, übernahm Spiegel die Regierung des Hochstifts und drängte die Domkapitel von Münster und Köln zur Wahl des Anton Viktor von Österreich, der ihn auch mit der Wahlannahme beauftragte. Seine Hoffnung, dass der Sohn eines mächtigen Hauses die Säkularisation Münsters verhindern könne, wurde jedoch enttäuscht, zumal Anton Viktor schon kurz darauf auf seine Wahl und die daraus erwachsenden Rechte verzichtete.
Am 3. August 1802 besetzten preußische Truppen die Stadt Münster, so dass Ferdinand August seiner weltlichen Ämter verlustig ging. Doch schon bald befand er sich mit den Preußen in bestem Einvernehmen und arbeitete eng mit ihnen zusammen, zumal er sich daraus einen Posten in der weltlichen Verwaltung erhoffte. So gelang es ihm noch im Februar 1803 in Berlin, die Auflösung des Domkapitels von Münster zu verhindern. In den Wirren der Napoleonischen Kriege zog er sich bis 1810 weitgehend aus der Öffentlichkeit zurück, zumal die Franzosen das Domkapitel 1811 aufgehoben hatten und Spiegel nicht als einfacher Domherr in ein neues Kapitel, in dem nun auch Bürgerliche saßen, eintreten wollte; dies hielt er für unter seiner Würde. Doch schon bald fand er auch bei den Franzosen Gehör und Ansehen, so dass er am 14. April 1813 von Kaiser Napoléon die Ernennung zum Bischof von Münster erhielt. Da er jedoch Bedenken zur Rechtmäßigkeit einer Ernennung ohne päpstliche Bestätigung trug, ließ er sich vom Domkapitel zum 2. Kapitularvikar wählen, dem der eigentliche Kapitularvikar, sein ewiger Gegner Clemens August Droste zu Vischering, alle Kompetenzen abtreten musste. In diesen Jahren, die mit einer enormen Tätigkeit gefüllt waren, vollzog sich bei Spiegel eine innere Wandlung, so dass man ihn ab 1815 als einen wirklich religiösen Christen bezeichnen kann.
Nach dem Sturz Napoléons schaffte er es erneut, in enge Verbindung mit den Preußen zu treten, deren Wohlwollen er auch sogleich wieder erlangte. Verschiedene Angebote, z. B. Regierungspräsident zu werden, schlug er aus. In der Hoffnung, der katholischen Kirche in Preußen einen eigenen Sachwalter als Kultusminister zu verschaffen, wobei er an sich selbst dachte, verzichtete er 1815 auf das Bistum Münster, dessen Verwaltung jedoch noch vor seinem Abtritt auf Anweisung des Papstes wieder an Droste-Vischering als Kapitularvikar überging. Von 1814 bis 1815 nahm er am Wiener Kongress teil, wo er sich für eine von Rom unabhängige deutsche Nationalkirche einsetzte. Doch da es faktisch zu keiner Regelung der kirchlichen Fragen kam, reiste er wieder ab. Obwohl ihm ein ersehntes Amt auf Ministerebene versagt blieb, würdigte der preußische König Friedrich Wilhelm III. seinen Einsatz am 17. Januar 1816 durch die Erhebung in den Grafenstand, der auch seinem jüngsten Bruder, dem österreichischen Gesandten Caspar Philipp (1776–1837) zuerkannt wurde.
Nachdem sein Denken sich in den vergangenen Jahren gewandelt hatte und er von einem Vertreter des Staatskirchentums zu einem Verfechter kirchlicher Freiheit geworden war, kam ihm doch noch die ersehnte Rolle in der Neuordnung der Deutschen Kirche zu und er wurde Subdelegat des Exekutors der Bulle De salute animarum (1821). Die rasche und unparteiische Erledigung dieser mit heiklen Personalfragen verbundenen Arbeit imponierte der preußischen Regierung so, dass man mit dem Angebot der Übernahme des Erzbistums Köln an ihn herantrat. Bei Papst Pius VII. tat er nun Abbitte für sein unkanonisches Verhalten von 1813, was ihm nicht nur Verzeihung, sondern auch eine sonst nicht übliche Vorernennung zum Erzbischof einbrachte. Nachdem der König noch einmal persönlich mit der Bitte um die Amtsübernahme herantrat, kam es am 20. Dezember 1824 zur Ernennung zum Erzbischof durch Papst Leo XII.
Nachdem Spiegel am 21. April 1825 feierlich in Köln eingezogen war, erhielt er am 11. Juni 1825 durch den Trierer Bischof Josef von Hommer die Bischofsweihe in der Kirche St. Mariä Himmelfahrt. Der mit ihm befreundete Münsteraner Komponist Maximilian-Friedrich von Droste zu Hülshoff hatte dafür sein Drittes Tedeum komponiert und aufführen lassen. In den folgenden Jahren wirkte Spiegel unermüdlich und führte alle wichtigeren Dinge seiner Diözese selbst durch. Selbst die Konstitutionen für die Neusser Alexianer verfasste er eigenhändig. Spiegel, der für die Regierung kein bequemer Mann war, bemühte sich um die prinzipielle Wahrung der kirchlichen Unabhängigkeit gegenüber dem Staat. Im Konflikt um die Kindererziehung in gemischtkonfessionellen Ehen verständigte er sich 1834 mit der preußischen Regierung auf die sogenannte Berliner Konvention.
Entgegen seiner Hoffnung fand diese Vereinbarung mit dem preußischen Staat jedoch nicht die notwendige Zustimmung durch Papst Gregor XVI. Bevor jedoch der Mischehenstreit offen ausbrechen konnte, starb Ferdinand August, der seit 1833 vermutlich an Darmkrebs litt, am 2. August 1835 in Köln. Er fand in der erzbischöflichen Gruft des Kölner Doms seine letzte Ruhe. Nachfolger wurde Clemens August Droste zu Vischering, sein Gegner in Münster.